# 운곡초등학교 (경북)
운곡초등학교는 대한민국 경상북도 김천시 율곡동에 위치한 공립 초등학교이다.

## 학교 연혁
- 1948.09.01 개교
- 1987.06.30 도지정 시범학교 공개
- 1991.08.01 수도시설 개축
- 1991.10.07 교실 천정 단열 시설 교체
- 1996.03.01 운곡초등학교로 교명 변경
- 1997.03.01 부상초등학교 통폐합
- 2004.09.01 식당 및 교실 3칸 증축
- 2010.03.01 금오산초등학교 통폐합
- 2011.12.30 전원학교 외부시설 및 조경공사 완공
- 2015.02.13 제63회 졸업(총 졸업생 1755명)
- 2015.03.01 제23대 안재영 교장 취임
- 2017.03.01 운곡초등학교 경북드림밸리로 이전 (김천시 용전4로 3길 7, 율곡동 535)
- 2019.03.01 교육부 요청 경상북도교육청지정 정책 연구학교
- 2021.03.01 유치원 4학급 편성
- 2022.01.04 제70회 졸업 (촐업생 총수 2,194명)
- 2022.03.01 제27대 허영란 교장 취임
- 2022.03.01 32학급 편성 (특수 1학급), 유치원 4학급 편성
- 2022.03.01 온라인 콘텐츠 활용 교과서 선도학교 지정

## 참고 자료
- 운곡초등학교 - 한국교육학술정보원 학교알리미